# HD 64440
a Puppis
Ne doit pas être confondu avec A Puppis (= HD 54893)
Désignations
a Puppis (en abrégé a Pup), également désignée HD 64440 et HR 3080, est une étoile binaire spectroscopique de la constellation de la Poupe. Sa magnitude apparente est de 3,72. D'après les mesures de parallaxe, elle est à environ 352 années-lumière de la Terre.
Son étoile primaire est une géante lumineuse orange de type spectral K1II, tandis que son compagnon est une étoile blanche précoce de type A0,5.